# Ґеза Фехер
Ґеза Фехер (угор. Géza Fehér; 1917, с. Іза, теперішня Закарпатська область — 21 лютого 2005) — угорський історик мистецтва, сходознавець-османіст. Нагороджений орденом Турецької Республіки «За заслуги» (1997). Син археолога Ґези Фехера.

## Життєпис
Закінчив Університету Петера Пазманя в Будапешті. 1942 року отримав стипендію Міністерства релігії та культури на поїздку до Туреччини. Там затримався через Другу світову війну, вивчив турецьку мову й зацікавився культурою Османської імперії. З 1948 року, після повернення до Угорщини, працював в Угорському національному музеї.
Автор книг «Ремесло в Угорщині за турецького панування», «Турецькі мініатюри: з хронік угорських кампаній» та 175 праць угорською, турецькою, французькою, німецькою, англійською та російською мовами. Став одним з головних фахівців у дослідженні турецько-угорських зв'язків. Співзасновник і голова Товариства угорсько-турецької дружби в 1989—1997 роках. Почесний член Турецького історичного товариства.